# Orgullo de Tiflis
El Orgullo de Tiflis es un evento anual en conmemoración del Orgullo LGBT que se lleva a cabo desde 2019 en Tiflis, Georgia. El evento se ha enfrentado a múltiples amenazas, contraprotestas y ataques desde su inicio, sobre todo en 2021 y 2023.

## Historia
El Orgulo de Tiflis fue creado por el activista LGBT georgiano Giorgi Tabagari.
En febrero de 2019, los organizadores anunciaron que planeaban celebrar el Orgullo de Tiflis del 18 al 23 de junio de 2019, con una "Marcha por la Dignidad" el 22 de junio. Otros eventos incluirían una conferencia y una obra de teatro. Personas conservadores georgianas reaccionaron negativamente al anuncio del evento y respondieron con amenazas. La Iglesia Ortodoxa de Georgia, por su lado, emitió un comunicado condenando el evento planeado. Como respuesta, los organizadores del Orgulo de Tiflis pidieron a las autoridades que investiguen las amenazas y garanticen la seguridad de los asistentes.  Distintas ONGs georgianas también hicieron eco de esta demanda. 
El 14 de junio, activistas LGBT se reunieron frente a un edificio gubernamental para llamar la atención sobre sus demandas. El grupo fue objeto de contra-protestas por parte de personas anti-LGBT, incluidos varios sacerdotes ortodoxos. Producto del hecho, 28 contramanifestantes fueron detenidos. El 17 de junio, el Ministerio del Interior de Georgia negó a los organizadores el permiso para celebrar los acontecimientos debido a "amenazas a la seguridad".
A la luz de estos acontecimientos y de las protestas políticas en curso contra Serguéi Gavrílov, los organizadores pospusieron la Marcha por la Dignidad hasta julio de 2019. Después de informar inicialmente a los periodistas que el evento había sido cancelado, el 8 de julio se celebró una pequeña marcha de unas dos docenas de manifestantes que no tuvo incidentes. La marcha duró sólo media hora y se dispersó después de informes de que grupos extremistas se estaban reuniendo para enfrentar a los manifestantes.
El evento fue criticado por algunas personas LGBT de Georgia, quienes dijeron que no fue organizado por la comunidad LGBT local y que incitaría a más violencia contra la comunidad.
En 2021, el Orgullo de Tbilisi se inició el 1 de julio y la Marcha por la Dignidad fue planeada para el 5 de julio. La marcha fue cancelada después de que la oficina de los organizadores y la ruta del desfile fueran atacadas por contramanifestantes violentos. Cincuenta periodistas que cubrían los acontecimientos fueron atacados, ya que los medios de comunicación habían simpatizado en gran medida con el Orgullo de Tiflis en el período previo al evento. Los organizadores del evento criticaron a las autoridades por no responder a las amenazas que se habían hecho en el mes anterior al evento, y Amnistía Internacional criticó la falta de protección de las autoridades a los asistentes y periodistas. 

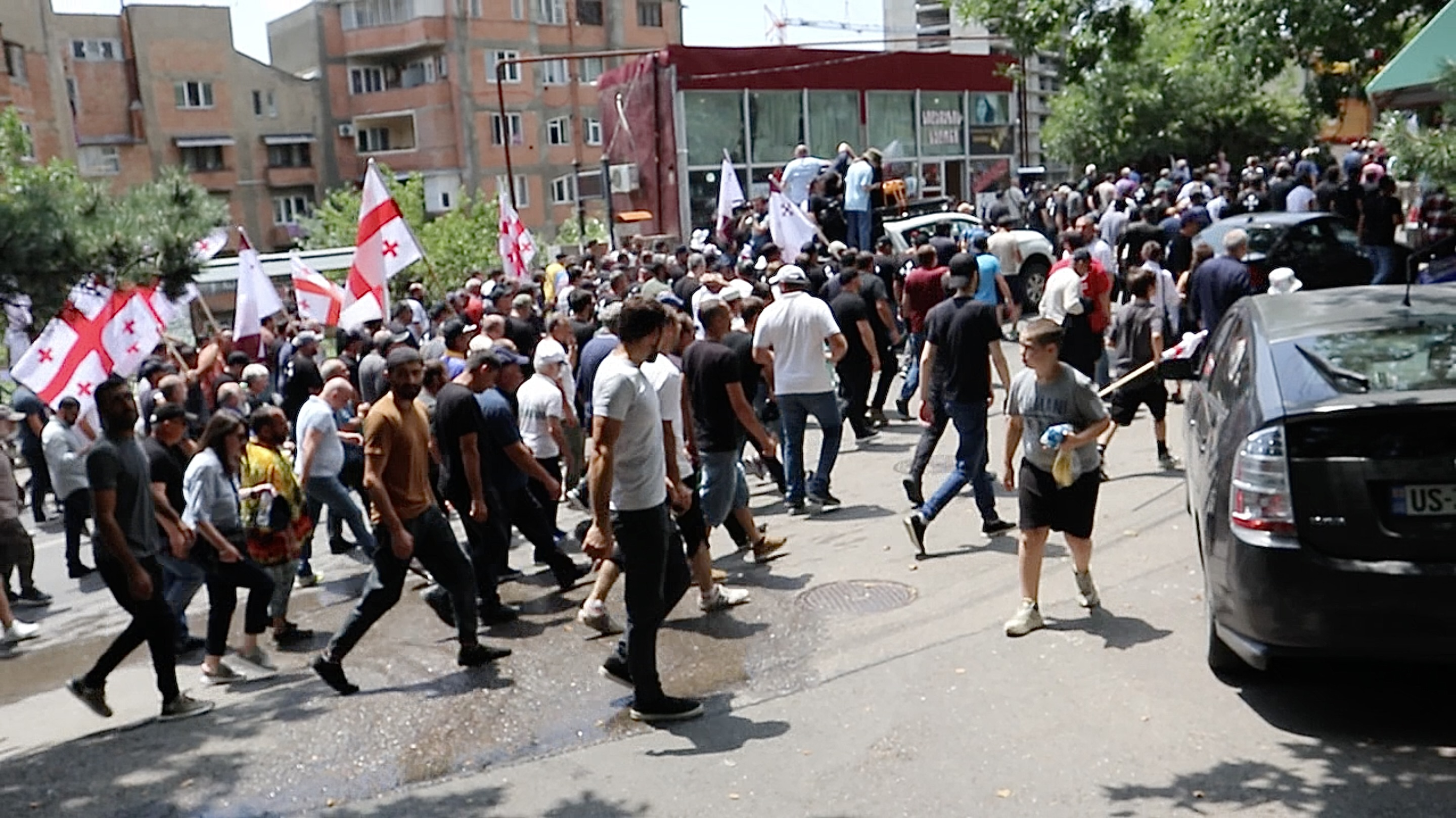
Grupos de atacantes durante la celebración del Orgullo de 2023.

En 2022, el Orgullo de Tiflis se celebró del 28 de junio al 2 de julio sin una Marcha por la Dignidad ni otros eventos públicos, debido a preocupaciones de seguridad. En cambio, los eventos incluyeron proyecciones de películas, una conferencia y un festival en un lugar privado. Veintiséis contramanifestantes de derecha fueron arrestados en una contramanifestación durante la semana de los acontecimientos. 
El evento fue atacado nuevamente en 2023, durante un evento cerrado del festival el 8 de julio.  Cientos de contramanifestantes, a quienes la policía no pudo contener, destrozaron el montaje del evento y quemaron banderas del Orgullo. Los organizadores cancelaron el evento y todos los participantes fueron evacuados de manera segura.